# Abdeslam Bouchouareb
Abdeslam Bouchouareb (3 de junio de 1952) es un político argelino que se había desempeñado como Ministro de Industria y Minas de Argelia.
Fue nombrado en la filtración Panama Papers de 2016.
El 1 de julio de 2020, Bouchouareb fue condenado a 20 años de prisión por cargos de corrupción.
En marzo de 2025, la justicia francesa rechazó la extradición de Abdeslam Bouchouareb a Argelia, considerando que una extradición podría tener "consecuencias excepcionalmente graves" debido a su salud y su edad.